# Автошлях Т 0525
Автошля́х Т 0525 — автомобільний шлях територіального значення у Донецькій області. Пролягає територією Покровського, Мар'їнського районів та Селидівської міськради через Михайлівку — Селидове — Курахове. Загальна довжина — 21,3 км.

## Маршрут
Автошлях проходить через такі населені пункти:
| Автошлях Т 0525       |        |
| Донецька область      |        |
| Покровський район     |        |
| Михайлівка            | E50М04 |
| Селидівська міськрада |        |
| Селидове              |        |
| Цукурине              |        |
| Мар'їнський район     |        |
| Новоселидівка         |        |
| Покровський район     |        |
| Берестки              |        |
| Мар'їнський район     |        |
| Курахове              | Н15    |